# Усть-Чорнянська селищна рада
Усть-Чорнянська се́лищна ра́да — адміністративно-територіальна одиниця та орган місцевого самоврядування в Тячівському районі Закарпатської області. Адміністративний центр — селище міського типу Усть-Чорна.

## Загальні відомості
- Населення ради: 1 490 осіб (станом на 1 січня 2011 року)

## Населені пункти
Селищній раді підпорядковані населені пункти:
- смт Усть-Чорна

## Склад ради
Рада складається з 16 депутатів та голови.
- Голова ради: Костяк Петро Петрович
- Секретар ради: Беца Надія Іванівна

### Керівний склад попередніх скликань
| Прізвище, ім'я, по батькові | Основні відомості                                                        | Дата обрання | Дата звільнення |
| --------------------------- | ------------------------------------------------------------------------ | ------------ | --------------- |
| Шимків Василь Богданович    | Селищний голова, 1968 року народження, безпартійний                      | 26.03.2006   | 31.10.2010      |
| Костяк Петро Петрович       | Селищний голова, 1982 року народження, освіта вища, член Партії регіонів | 31.10.2010   |                 |

Примітка: таблиця складена за даними сайту Верховної Ради України

### Депутати
За результатами місцевих виборів 2010 року депутатами ради стали:

#### За суб'єктами висування
| Суб'єкт висування | Кількість обраних депутатів | %    |
| ----------------- | --------------------------- | ---- |
| Самовисування     | 14                          | 87,5 |
| Партія регіонів   | 2                           | 12,5 |

#### За округами
| № округу        | Прізвище, ім'я, по батькові   | Дата визнання обраним | Освіта             | Партійна приналежність                        | Відомості про обраного депутата                   |
| --------------- | ----------------------------- | --------------------- | ------------------ | --------------------------------------------- | ------------------------------------------------- |
| Партія регіонів |                               |                       |                    |                                               |                                                   |
| 9               | Клим Йосип Йосипович          | 03.11.2010            | середня            | член Партії регіонів                          | «Укртелеком», ст. механік                         |
| 15              | Рахівський Микола Миколайович | 03.11.2010            | вища               | позапартійний                                 | Усть-Чорнянська загальноосвітня школа, вчитель    |
| Самовисування   |                               |                       |                    |                                               |                                                   |
| 1               | Кухта Дмитро Дмитрович        | 03.11.2010            | середня            | позапартійний                                 | тимчасово не працює                               |
| 2               | Арович Іван Васильович        | 03.11.2010            | вища               | позапартійний                                 | тимчасово не працює                               |
| 3               | Голубка Михайло Іванович      | 03.11.2010            | вища               | позапартійний                                 | тимчасово не працює                               |
| 4               | Сойма Петро Йосипович         | 03.11.2010            | середня            | позапартійний                                 | тимчасово не працює                               |
| 5               | Чонка Світлана Михайлівна     | 03.11.2010            | середня спеціальна | позапартійна                                  | смт. Усть-Чорна, бухгалтер                        |
| 6               | Крайло Магдалина Михайлівна   | 03.11.2010            | середня            | позапартійна                                  | «Укрпошта», листоноша                             |
| 7               | Ільков Ярослав Ярославович    | 03.11.2010            | середня            | позапартійний                                 | тимчасово не працює                               |
| 8               | Мигалкович Сергій Миколайович | 03.11.2010            | середня спеціальна | позапартійний                                 | тимчасово не працює                               |
| 10              | Костяк Василь Юрійович        | 03.11.2010            | середня спеціальна | позапартійний                                 | Усть-Чорнянська сільська рада, землевпорядник     |
| 11              | Орос Василь Михайлович        | 03.11.2010            | вища               | позапартійний                                 | Усть-Чорнянська загальноосвітня школа, вчитель    |
| 12              | Косюк Юлія Миколаївна         | 03.11.2010            | вища               | позапартійна                                  | Усть-Чорнянська загальноосвітня школа, директор   |
| 13              | Бігун Іван Іванович           | 03.11.2010            | середня            | член Всеукраїнського об'єднання «Батьківщина» | тимчасово не працює                               |
| 14              | Беце Надія Іванівна           | 03.11.2010            | середня спеціальна | позапартійна                                  | Усть-Чорнянська сільська рада, головний бухгалтер |
| 16              | Хоптян Дмитро Зіновійович     | 03.11.2010            | середня спеціальна | позапартійний                                 | Усть-Чорнянська загальноосвітня школа, водій      |